# Invasões holandesas no Brasil
As invasões holandesas no Brasil referem-se ao projeto de ocupação do Nordeste brasileiro pela Companhia Holandesa das Índias Ocidentais (W.I.C.) durante o século XVII.
As invasões holandesas foram o maior conflito político-militar da colônia. Embora concentradas no atual Nordeste, não se resumiram a um episódio regional. Fizeram parte do quadro de relações internacionais entre os Estados europeus: foi uma luta pelo controle do açúcar, bem como das fontes de suprimento de escravos. Houve duas frentes interligadas, embora distantes: Brasil e África.
A resistência foi caracterizada por um esforço financeiro e militar baseado em recursos locais e externos. Os recursos levantados na colônia representaram dois terços dos gastos entre 1630 e 1637, com tropas majoritariamente europeias; e quase a totalidade do gasto entre 1644 e 1654, com tropas mormente pernambucanas.

## História

### Antecedentes

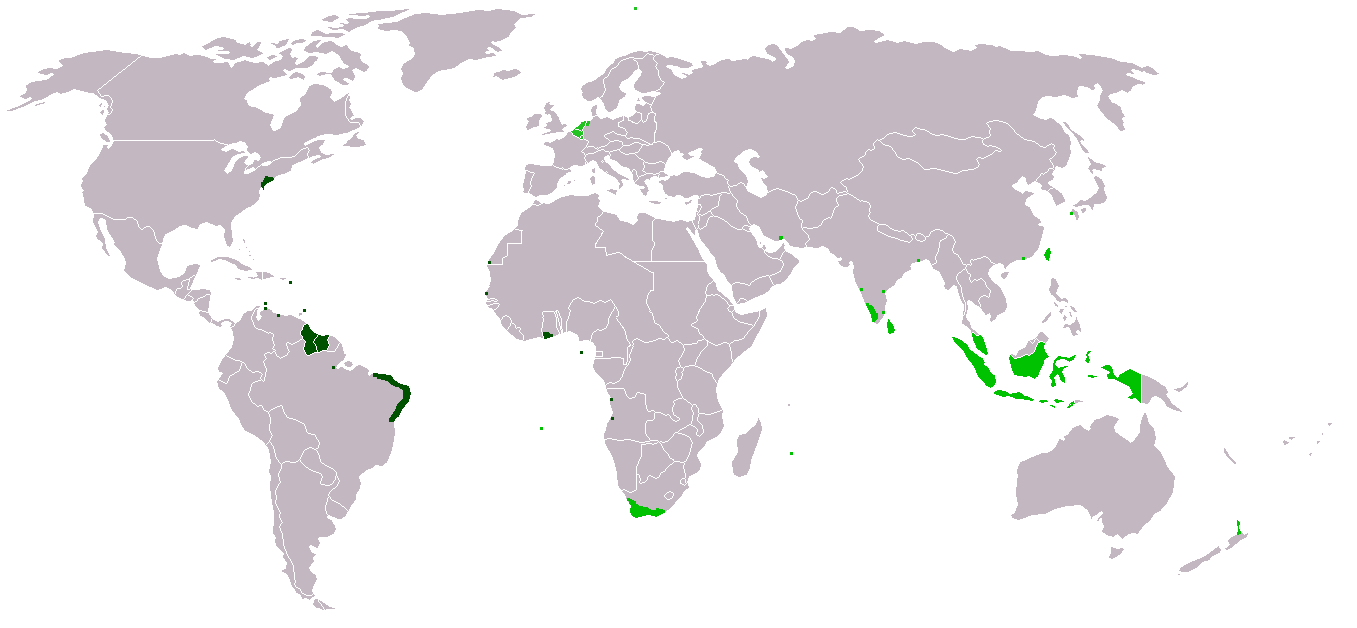
Império colonial holandês com as possessões da Companhia Neerlandesa das Índias Ocidentais assinaladas a verde escuro.

O conflito iniciou-se no contexto da chamada Dinastia Filipina ("União Ibérica", no Brasil), período que decorreu entre 1580 e 1640, quando Portugal e as suas colônias estiveram sob domínio da Coroa da Espanha.
À época, os neerlandeses lutavam pela sua emancipação do domínio espanhol. Apesar de algumas províncias terem proclamada a sua independência em 1581, a República das Províncias Unidas, com sede em Amsterdã, apenas teve a sua independência reconhecida em 1648, após o acordo de paz de Münster, quando se efetivou a sua separação da Espanha.
Durante o conflito, uma das medidas adotadas por Filipe II de Espanha foi a proibição do comércio espanhol com os portos neerlandeses, o que afetava diretamente o comércio do açúcar do Brasil, uma vez que os neerlandeses eram tradicionais investidores na agromanufatura açucareira e onde possuíam pesadas inversões de capital.

Diante dessa restrição, os neerlandeses voltaram-se para o comércio no oceano Índico, vindo a constituir a Companhia Neerlandesa das Índias Orientais (1602), que passava a ter o monopólio do comércio oriental, o que garantia a lucratividade da empresa.

Olinda, então a urbe mais rica do Brasil Colônia, foi saqueada e destruída pelos holandeses, que escolheram o Recife como a capital da Nova Holanda. O mapa de Nicolaes Visscher mostra o cerco a Olinda e Recife em 1630.

O sucesso dessa experiência levou à fundação da Companhia Neerlandesa das Índias Ocidentais (1621), a quem os Estados Gerais (seu órgão político supremo) concederam o monopólio do tráfico e do comércio de escravos, por vinte e quatro anos, nas Américas e na África. O maior objetivo da nova Companhia, entretanto, era retomar o comércio do açúcar produzido na Região Nordeste do Brasil.

#### Saque do Recife (1595)

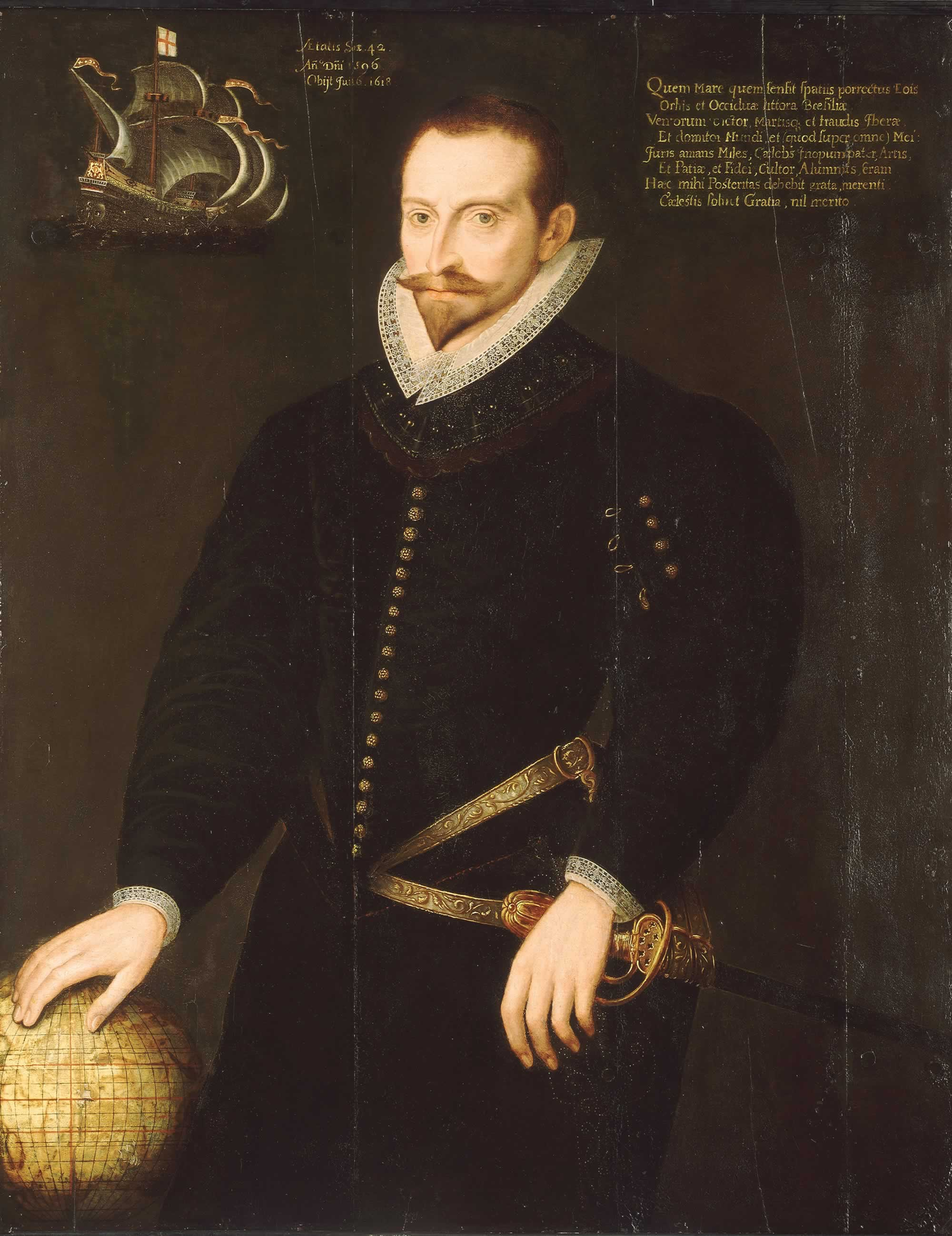
O célebre corsário inglês James Lancaster arrebatou no Recife com auxílio holandês o mais rico butim da história da navegação de corso da Inglaterra elisabetana, durante a Guerra Anglo-Espanhola.

O Saque do Recife, também conhecido como "Expedição Pernambucana de Lancaster", foi um episódio da Guerra Anglo-Espanhola ocorrido em 1595 no porto do Recife, em Pernambuco, Brasil Colônia. Liderada pelo almirante inglês James Lancaster, foi a única expedição de corso da Inglaterra que teve como objetivo principal o Brasil, e representou o mais rico butim da história da navegação de corso do período elisabetano.
A União Ibérica colocou o Brasil em conflito com potências europeias que eram amigas de Portugal mas inimigas da Espanha, como a Inglaterra e a Holanda. A Capitania de Pernambuco, mais rica de todas as possessões portuguesas, se tornou então um alvo cobiçado.
Poucos anos após derrotarem a Invencível Armada espanhola, em 1588, os ingleses tiveram acesso a manuscritos portugueses e espanhóis que detalhavam a costa do Brasil. Um deles, de autoria do mercador português Lopes Vaz, veio a ser publicado em inglês e enfatizava as qualidades da rica vila de Olinda ao dizer que "Pernambuco é a mais importante cidade de toda aquela costa". A opulência pernambucana impressionara o padre Fernão Cardim, que surpreendeu-se com "as fazendas maiores e mais ricas que as da Bahia, os banquetes de extraordinárias iguarias, os leitos de damasco carmesim, franjados de ouro e as ricas colchas da Índia", e resumiu suas impressões numa frase antológica: "Enfim, em Pernambuco acha-se mais vaidade que em Lisboa". Logo a capitania seria vista pelos ingleses como um "macio e suculento" pedaço do Império de Filipe II.
A expedição de James Lancaster saiu de Blackwall, na Grande Londres, em outubro de 1594, e navegou através do Atlântico capturando numerosos navios antes de atingir Pernambuco. Ao chegar, Lancaster confrontou a resistência local, mas se deparou na entrada do porto com três urcas holandesas, das quais esperava uma reação negativa, o que não aconteceu: os antes pacíficos holandeses levantaram âncora e deixaram o caminho livre para a invasão inglesa, e além de não terem oposto resistência à ação, terminaram por se associar aos ingleses, fretando seus navios para o transporte dos bens subtraídos em Pernambuco. Lancaster então tomou o Recife e nele permaneceu por quase um mês, espaço de tempo no qual se associou aos franceses que chegaram no porto e derrotou uma série de contra-ataques portugueses (ver: Invasões francesas no Brasil). A frota partiu com um montante robusto de açúcar, pau-brasil, algodão e mercadorias de alto preço. Dos navios que partiram do porto, apenas uma pequena nau não chegou ao seu destino. O lucro dos investidores, entre eles Thomas Cordell, então prefeito de Londres, e o vereador da cidade de Londres John Watts, foi assombroso, estimado em mais de 51 mil libras esterlinas. Do total, 6 100 libras ficaram com Lancaster e 3 050 foram para a Rainha. Com tal desfecho, a expedição foi considerada um absoluto sucesso militar e financeiro.
Após a visita de Lancaster, a Capitania de Pernambuco organizou duas companhias armadas para a defesa da região, cada uma delas com 220 mosqueteiros e arcabuzeiros, uma sediada em Olinda e outra no Recife. Anos depois, o então governador Matias de Albuquerque procurou estabelecer posições fortificadas no porto do Recife.

#### Expedição de van Noort
Foi nesse contexto da União Ibérica que ocorreu a expedição do almirante Olivier van Noort que, de passagem pela costa do Brasil, conforme alguns autores, tentou uma invasão da baía de Guanabara.
A esquadra de van Noort partiu de Roterdã, nos Países Baixos, a 13 de setembro de 1598, integrada por quatro navios e 248 homens.
Padecendo de escorbuto, a frota pediu permissão para obter refrescos (suprimentos frescos) na baía de Guanabara, que lhe foram negados pelo governo da capitania, de acordo com instruções recebidas da metrópole. Uma tentativa de desembarque foi repelida por indígenas e pela artilharia da Fortaleza de Santa Cruz da Barra, conforme ilustração à época.
Afirma-se que pilhagens e incêndios de cidades e embarcações foram praticadas pela expedição na costa do Chile, do Peru e das Filipinas. Na realidade, sofreu grandes perdas em um ataque dos indígenas da Patagônia (no atual Chile) e das forças espanholas no Peru. Alguns autores atribuem a van Noort, nesta viagem, a descoberta da Antártida. A expedição retornou ao porto em 26 de agosto de 1601 com apenas uma embarcação, tripulada por 45 sobreviventes.

#### Expedição de van Spielbergen
Incidente semelhante registrou-se com a expedição do almirante Joris van Spielbergen, que realizava a segunda viagem de circum-navegação neerlandesa, entre 1614 e 1618. As suas embarcações aportaram em Cabo Frio, ilha Grande e São Vicente (São Paulo), enfrentando resistência portuguesa ao tentar reabastecer nesta última (3 de fevereiro de 1615).
Na edição de 1648 da obra "Miroir Oost & West-Indical" (originalmente publicada em Amsterdã, em 1621, por Ian Ianst), a narrativa de Spielbergen é ilustrada por uma gravura de São Vicente, onde retrata o incidente ocorrido em Santos. Apesar de suas imprecisões, essa iconografia descreve os contornos da baía, os rios, as fortificações e o casario.

#### Amazônia holandesa
Nas proximidades de Almeirim (antiga Aldeia de Paru), os holandeses, acompanhados de alguns ingleses, liderados por Pieter Adriaansz, empreenderam uma tentativa colonial com a construção, em 1623, do "Forte do Morro da Velha Pobre". Foram repelidos pela incursão portuguesa liderada por Bento Maciel Parente, que os expulsou de volta para a Zelândia, nos Países Baixos. O forte holandês foi destruído.

### Periodização
Em linhas gerais, as invasões holandesas do Brasil podem ser recortadas em dois grandes períodos:
- 1624-1625 - Invasão de Salvador, na Bahia;
- 1630-1654 - Invasão de Olinda e Recife, em Pernambuco:
  - 1630-1637 - Fase de resistência ao invasor;
  - 1637-1644 - Administração de Maurício de Nassau;
  - 1644-1654 - Insurreição Pernambucana.

#### Invasão de Salvador (1624-1625)

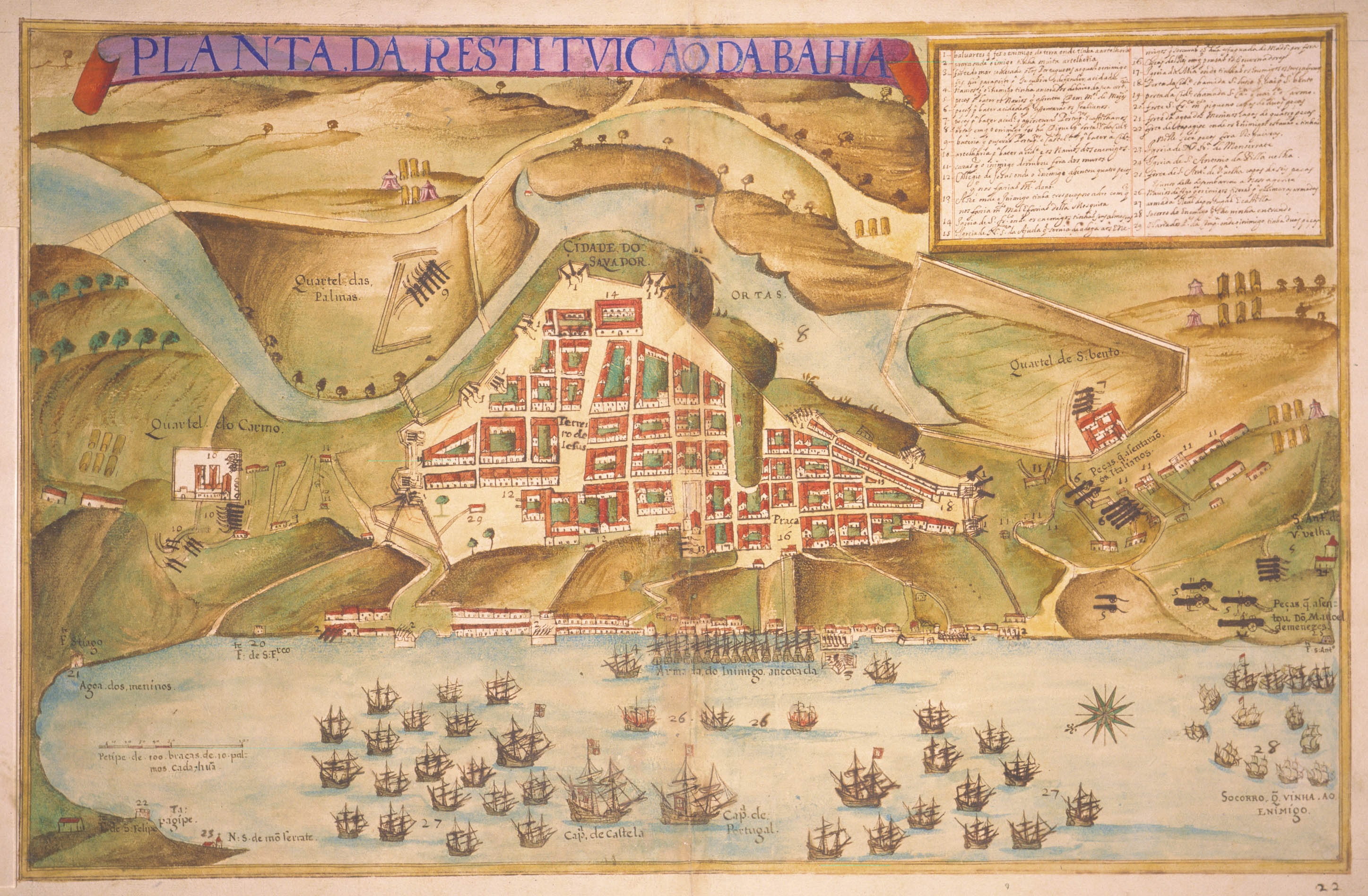
"Planta da restituição da Bahia" (João Teixeira Albernaz, o velho, 1631): em primeiro plano a Armada Espanhola.

Cientes da vulnerabilidade das povoações portuguesas no litoral Nordeste brasileiro, os administradores da Companhia Neerlandesa das Índias Ocidentais (W.I.C.) decidiram pelo ataque à então capital do Estado do Brasil, a cidade do Salvador, na capitania da Bahia.
Desse modo, no dia 10 de Maio de 1624, uma expedição da W.I.C. com vinte e seis navios transportando um efetivo de cerca de mil e setecentos homens sob o comando do almirante Jacob Willekens atacou e conquistou a capital. Em pânico, os habitantes retiraram-se para o interior. O Governador-Geral, Diogo de Mendonça Furtado, entrincheirou-se no palácio, mas tanto ele como o filho e alguns oficiais foram aprisionados e enviados para os Países Baixos. A administração da cidade passou a ser exercida pelo fidalgo holandês Johan van Dorth. O Governador da Capitania de Pernambuco, Matias de Albuquerque, foi então nomeado Governador-Geral, administrando a colônia a partir de Olinda, e enviando expressivos reforços para a guerrilha sediada no Arraial do Rio Vermelho e no Recôncavo.
Em 1625, a Espanha enviou, como reforço, uma poderosa armada de cinquenta e dois navios com cerca de doze mil homens sob o comando de D. Fadrique de Toledo Osório, marquês de Villanueva de Valduesa, e do general da armada da Costa de Portugal, D. Manuel de Meneses, a maior então enviada aos mares do Sul: a famosa Jornada dos Vassalos. Essa expedição derrotou e expulsou os invasores holandeses a 1 de maio desse mesmo ano.
O enorme gasto com a invasão às terras da Bahia foi recuperado quatro anos mais tarde, num audacioso ato de corso quando, no mar do Caribe, o Almirante Piet Heyn, a serviço da W.I.C., interceptou e saqueou a frota espanhola que transportava o carregamento anual de prata extraída nas colônias americanas.

#### Invasão de Olinda e Recife (1630-1654)

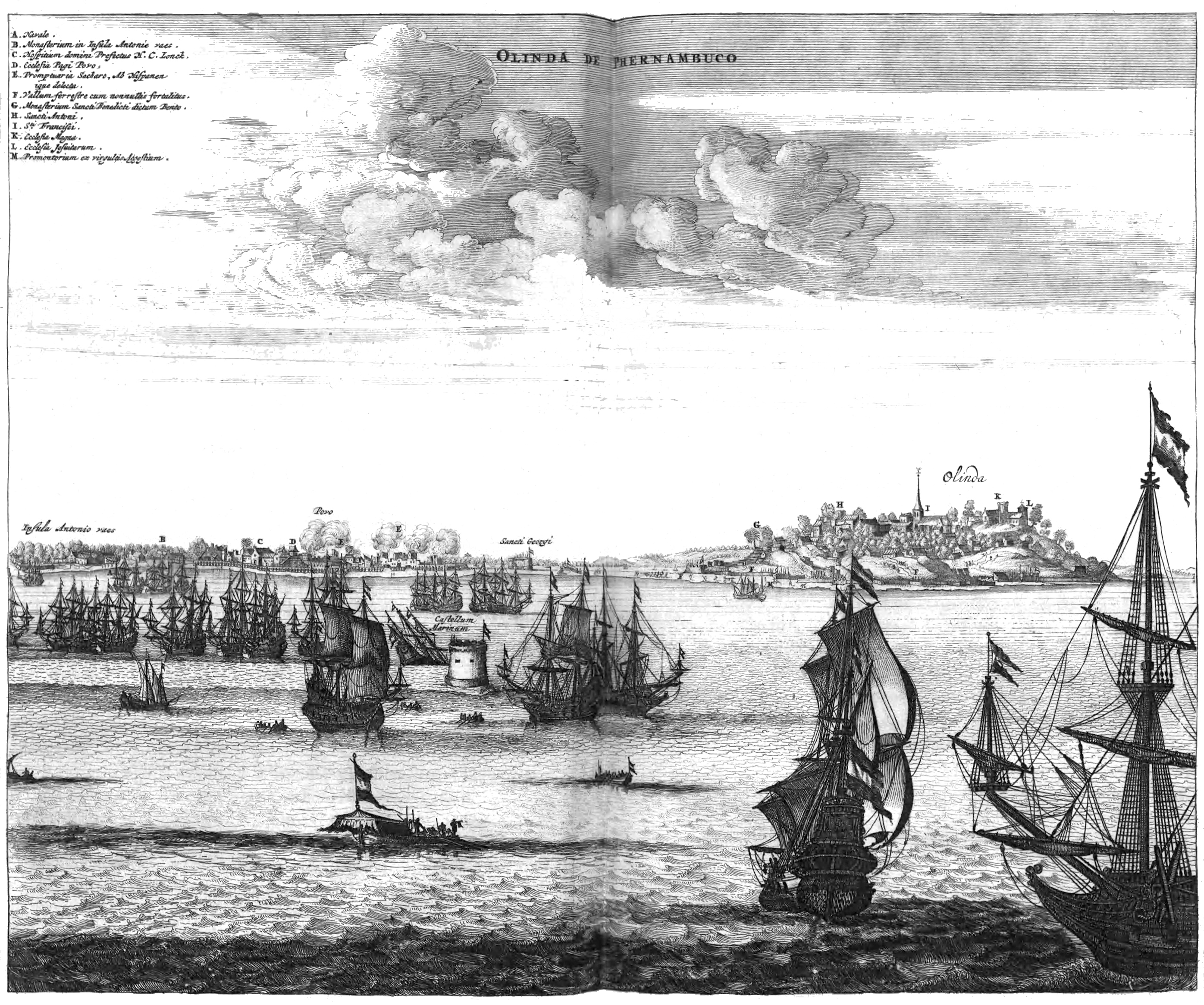
Cerco a Olinda e Recife.

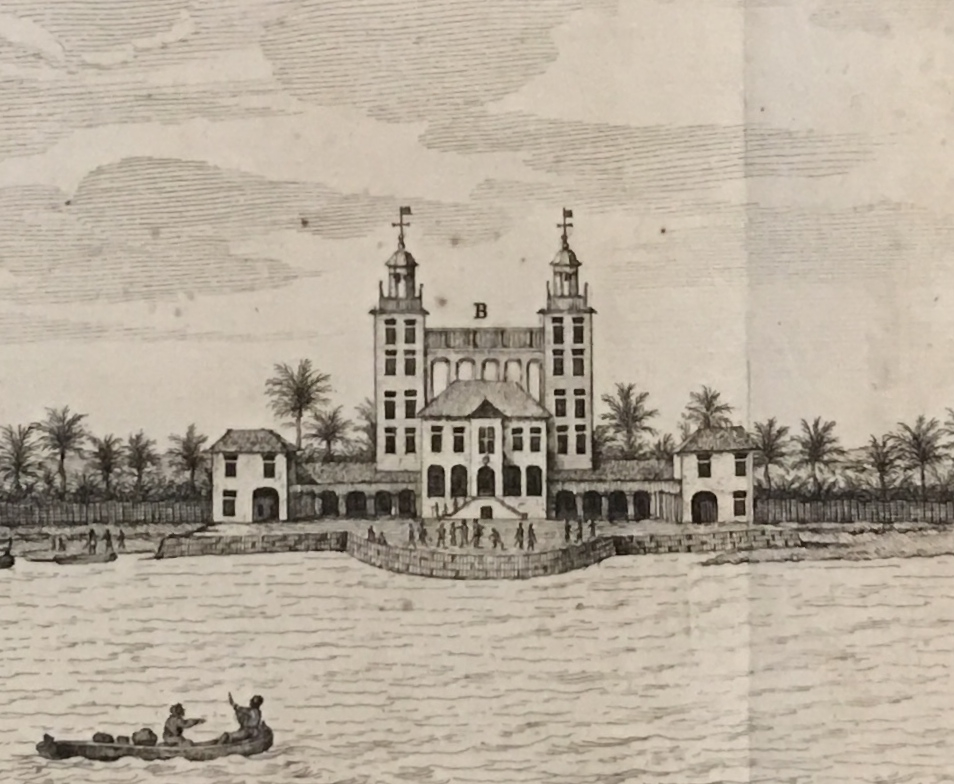
Recife foi a mais cosmopolita cidade da América durante o governo do conde alemão (a serviço da coroa holandesa) Maurício de Nassau. Na imagem o Palácio de Friburgo, demolido no século XVIII.

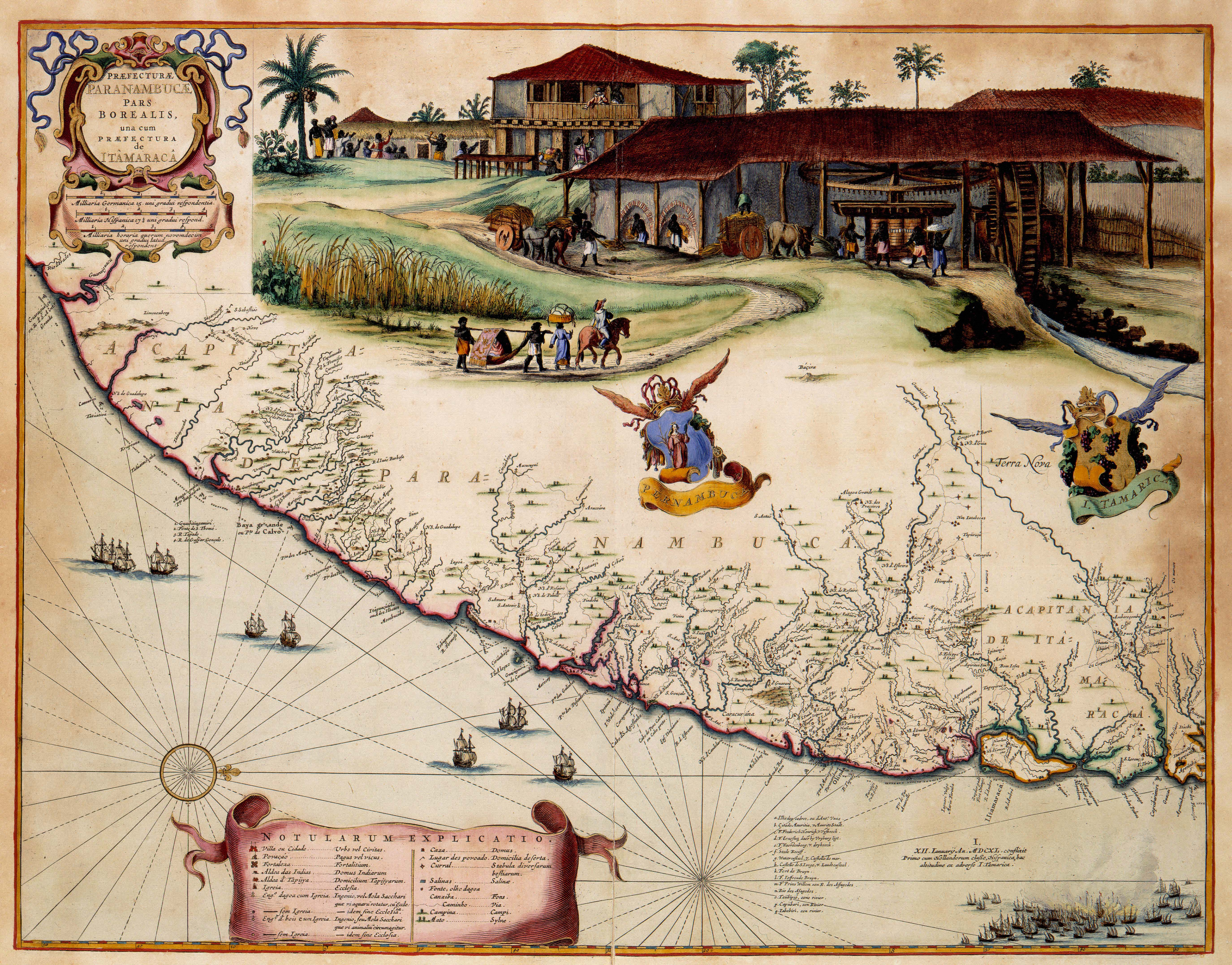
Mapa de Pernambuco e Itamaracá mostrando escravos a trabalhar numa fazenda de açúcar na colónia holandesa de Nova Holanda, 1643.

De posse dos recursos obtidos no saque à frota da prata, os neerlandeses armaram nova expedição, desta vez contra a mais rica de todas as possessões portuguesas. O seu objetivo declarado era o de restaurar o comércio do açúcar com os Países Baixos, proibido pela Coroa da Espanha. Uma nova e poderosa esquadra com sessenta e sete navios e cerca de sete mil homens — a maior já vista na colônia — sob o comando do almirante Hendrick Lonck, investirá agora sobre Pernambuco onde, em fevereiro de 1630, conquista Olinda e depois Recife. Com a vitória, os invasores foram reforçados por um efetivo de mais seis mil homens, enviado da Europa para assegurar a posse da conquista.

A aquisição de mão de obra escrava tornou-se imprescindível para o sucesso da colonização neerlandesa. Por essa razão, a W.I.C. começou a traficar escravos da África para o Brasil.

Bandeira da Nova Holanda.

##### Resistência

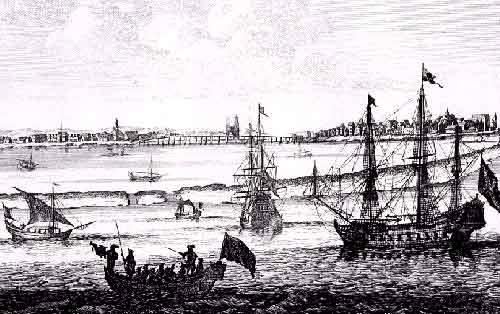
Vista de Mauritsstad (Recife) em 1645.

A resistência, liderada por Matias de Albuquerque, concentrou-se no Arraial do Bom Jesus, nos arredores do Recife. Através de táticas indígenas de combate (campanha de guerrilhas), confinou o invasor às fortificações no perímetro urbano de Olinda e seu porto, Recife.
As chamadas "companhias de emboscada" eram pequenos grupos de dez a quarenta homens, com alta mobilidade, que atacavam de surpresa os neerlandeses e se retiravam em velocidade, reagrupando-se para novos combates.
Entretanto, com o tempo, alguns senhores de engenho de cana-de-açúcar aceitaram a administração da Companhia das Índias Ocidentais por entenderem que uma injeção de capital e uma administração mais liberal auxiliariam o desenvolvimento dos seus negócios. O seu melhor representante foi Domingos Fernandes Calabar, considerado historiograficamente como um traidor ao apoiar as forças de ocupação e a administração neerlandesa.
Destacaram-se nesta fase de resistência luso-brasileira líderes militares como Martim Soares Moreno, Filipe Camarão, Henrique Dias e Francisco Rebelo (o Rebelinho).
Com a invasão da Paraíba (1634) e as conquistas do Arraial do Bom Jesus e do cabo de Santo Agostinho (1635), as forças comandadas por Matias de Albuquerque entraram em colapso e se viram forçadas a recuar na direção do rio São Francisco. Foram personagens importantes nesse contexto Calabar e o coronel Crestofle d'Artischau Arciszewski.

##### Consulado nassoviano (1637-1644)
Vencida a resistência luso-brasileira, com o auxílio de Calabar, a W.I.C. nomeou o conde Maurício de Nassau para administrar a conquista.
Homem culto e liberal, tolerante com a imigração de judeus e protestantes, que o apoiavam contra o Reino de Portugal na sua conquista do território brasileiro, trouxe consigo artistas e cientistas para estudar as potencialidades da terra. Preocupou-se com a recuperação da agromanufatura do açúcar, prejudicada pelas lutas, concedendo créditos e vendendo em hasta pública os engenhos conquistados. Cuidou da questão do abastecimento e da mão de obra, da administração e promoveu ampla reforma urbanística no Recife (Cidade Maurícia). Concedeu liberdade religiosa, registrando-se a fundação, no Recife, da primeira sinagoga do continente americano.
Em novembro de 1640, uma expedição da W.I.C., comandada por Jan Cornelisz Lichthart e Hans Koin, tomou a Ilha de São Luís. Colonos portugueses e missionários jesuítas se estabeleceram em Tapuitapera. O principal líder da resistência foi Antônio Muniz Barreiros. Em 1643, chegaram reforços do Pará, liderados por João Vale do Velho e Bento Maciel Parente. As lutas para expulsão do invasor estenderam-se até 28 de fevereiro de 1644.
No dia 1 de dezembro de 1640, Portugal se separou da Espanha, o que possibilitou a formação de uma aliança com a Inglaterra para combater a Holanda.

##### Insurreição Pernambucana

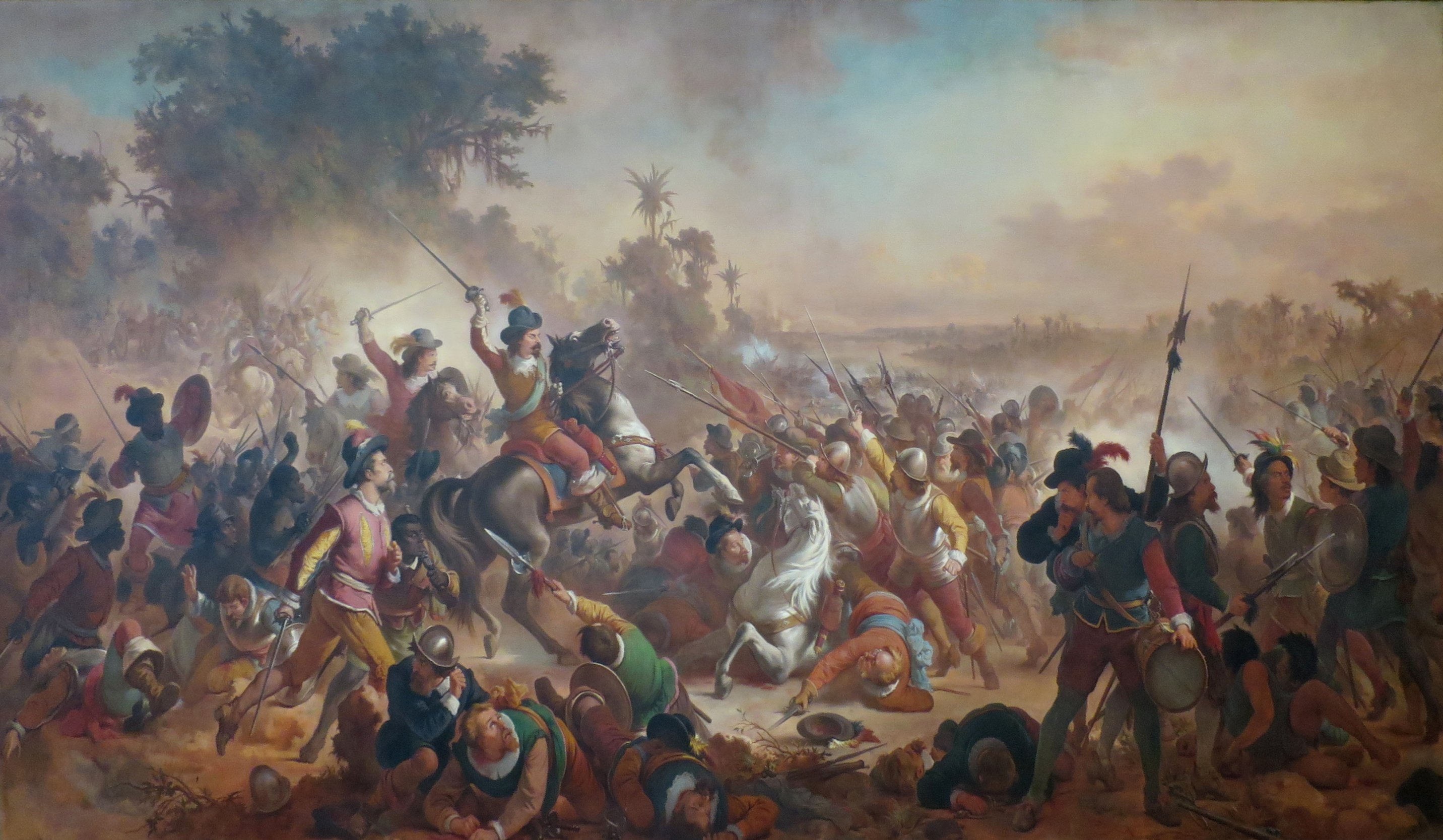
As Batalhas dos Guararapes, episódios decisivos na Insurreição Pernambucana, são consideradas a origem do Exército Brasileiro.

Também conhecida como Guerra da Luz Divina, foi o movimento que expulsou os neerlandeses do Brasil, integrando as forças lideradas pelos senhores de engenho André Vidal de Negreiros e João Fernandes Vieira, pelo afrodescendente Henrique Dias e pelo indígena Filipe Camarão.
A Restauração Portuguesa em 1640 conduziu à assinatura de uma trégua de dez anos entre Portugal e os Países Baixos. Com este abalo ao domínio espanhol, a guerra de independência dos Países Baixos prosseguiu.
Na América, o Brasil se pronunciou em favor do Duque de Bragança (1640). Na região Nordeste, sob domínio da W.I.C., Maurício de Nassau foi substituído na administração. Ao contrário do que preconizara em seu "testamento" político, os novos administradores da companhia passaram a exigir a liquidação das dívidas aos senhores de engenho inadimplentes, política que conduziu à Insurreição Pernambucana de 1645 e que culminou com a extinção do domínio neerlandês após a segunda Batalha dos Guararapes.
Formalmente, a rendição foi assinada em 26 de Janeiro de 1654, na campina do Taborda, mas só provocou efeitos plenos, em 6 de agosto de 1661, com a assinatura da Paz de Haia, onde Portugal concordou em indenizar os Países Baixos com duas colônias, o Ceilão (atual Sri Lanka) e as ilhas Molucas (parte da atual Indonésia), e oito milhões de florins, equivalente a sessenta e três toneladas de ouro, que foram pagos em prestações ao longo de quarenta anos e sob a ameaça de invasão da Marinha de Guerra. De acordo com uma corrente historiográfica tradicional em História Militar do Brasil, o movimento assinalou ainda o gérmen do nacionalismo brasileiro, pois os brancos, africanos e indígenas fundiram seus interesses na expulsão do invasor.

##### A capitulação holandesa
A capitulação holandesa no Brasil, assinada em 26 de Janeiro de 1654, melhor conhecida na historiografia em História do Brasil como Capitulação do Campo (campanha ou campina) do Taborda, fixou os termos e as condições pelas quais os membros do Conselho Supremo do Recife entregavam ao Mestre de Campo, General Francisco Barreto de Menezes, Governador da Capitania de Pernambuco, a cidade Maurícia, Recife, e mais forças e fortes junto deles, e os lugares que tinham ocupado ao Norte, a saber:
- a Bahia;
- a Ilha de Fernando de Noronha;
- o Ceará;
- o Rio Grande (do Norte);
- a Paraíba;
- a ilha de Itamaracá.

No Recife e na cidade Maurícia eram entregues:
- o Recife;
- a Cidade Maurícia;
- o Forte Ernesto;
- o Forte Waerdemburch (Forte das Três Pontas);
- o Forte de São Jorge;
- o Forte do Mar;
- o Forte Bruyne (Forte do Brum);
- o Forte Madame Bruyne (Forte do Buraco);
- o Forte das Salinas;
- o Forte Goch (???);
- o Forte Alternar (???);
- o Forte Frederich Heinrich (Forte das Cinco Pontas);
- o Reduto de Pedra (???);
- o Reduto da Boa Vista;
- o Reduto Esfalfado (???);
- o Forte Príncipe Guilherme (Forte dos Afogados);
- o Reduto avançado da Barreta (???);
- o Reduto da Barreta;
- a ilha do norte da Barreta (???).

Inclusive 294 peças de artilharia (117 de bronze e 177 de ferro, dos diversos calibres), 5 200 espingardas, grande número de espadas, lanças, pistolas e munições.
E ainda:
- na ilha de Fernando de Noronha os seus fortes;
- na ilha de Itamaracá, o Forte Orange (com treze peças) e a vila de Schkoppe (com cinco peças);
- na Paraíba, a Fortaleza do Cabedelo (com 33 peças), o Forte da Restinga (com dez peças), o Forte de Santo Antônio (com seis peças), o Forte Schoonenborch (com sete peças) (???) e o Forte Guaráu (com três peças) (???);
- no Rio Grande do Norte, o Forte Ceulen (com 31 peças); e
- no Ceará, a Fortaleza Schoonemborch (com onze peças).

### Consequências

O atual Sri Lanka, país asiático, foi um dos territórios cedidos por Portugal à Holanda de forma a evitar uma nova tentativa de invasão a Pernambuco.

Em consequência das invasões à Região Nordeste do Brasil, o capital neerlandês passou a dominar todas as etapas da produção de açúcar, do plantio da cana-de-açúcar ao refino e distribuição. Com o controle do mercado fornecedor de escravos africanos, passou a investir na região das Antilhas. O açúcar produzido nessa região tinha um menor custo de produção devido, entre outros, à isenção de impostos sobre a mão de obra (tributada pela Coroa Portuguesa) e ao menor custo de transporte. Sem capitais para investir, com dificuldades para aquisição de mão de obra e sem dominar o processo de refino e distribuição, o açúcar português não conseguiu concorrer no mercado internacional, mergulhando a economia do Brasil (e a de Portugal) numa crise que atravessaria a segunda metade do século XVII até a descoberta de ouro nas Minas Gerais.
Devido à Primeira Guerra Anglo-Neerlandesa, a República Holandesa não pôde auxiliar os holandeses no Brasil. Com o fim do conflito com os ingleses, a Holanda exige a devolução da colônia em maio de 1654. Sob ameaça de uma nova invasão do Nordeste brasileiro, Portugal firma acordo com os holandeses e os indeniza com oito milhões de florins e as colônias do Ceilão (atual Sri Lanka) e das ilhas Molucas (parte da atual Indonésia). Em 6 de agosto de 1661, a Holanda cede formalmente a região ao Império Português através da Paz de Haia.

## Herança genética
Segundo um estudo genético feito pela Universidade Federal de Minas Gerais, no ano 2000, 19% dos nordestinos pesquisados possuíam um marcador genético do cromossomo Y (haplogrupo 2), que é comum na Europa. O fato de este haplogrupo ser mais comum no Nordeste Brasileiro (19%) que em Portugal (13%) fez os pesquisadores levantarem a hipótese de que esse "excesso" poderia ser devido à influência genética dos colonizadores holandeses que estiveram na região, no século XVII. Algo semelhante ocorre no sul do Brasil, onde houve muita imigração do norte da Europa e onde também há um excesso do haplogrupo 2 (28%) em relação a Portugal.
Contudo, não se sabe quantos holandeses viveram no Brasil ou quantos permaneceram após a retomada do território pelos portugueses. Registros históricos mostram que os portugueses foram a única origem registrada e significativa de imigrantes europeus no Brasil, até 1808, quando ocorreu a abertura dos portos. Somente a partir dessa data é que passou a ser permitida a entrada mais livre de imigrantes não portugueses no Brasil.

## Cronologia
- 1599 - Alguns autores computam uma primeira invasão, considerando que a frota do Almirante Olivier van Noort forçou a barra da Baía de Guanabara, na Capitania do Rio de Janeiro, com intenções bélicas. Essa visão é incorreta, uma vez que aquele almirante, em trânsito para o Oriente (Índia, Ceilão e Molucas), apenas solicitou refrescos (suprimentos frescos) de vez que a sua tripulação se encontrava atacada por escorbuto. Diante da negativa, ao desembarcarem premidos pela necessidade, registrou-se uma escaramuça (5 de fevereiro), na qual os neerlandeses foram repelidos, indo obter suprimentos um pouco mais ao sul, na Ilha Grande, então desabitada.
- 1609 - Os Países Baixos e a Espanha assinam uma trégua de dez anos. Durante esse período intensifica-se o comércio de açúcar na Europa, principalmente a partir de Amsterdã, um dos maiores centros de refino.
- 1621 - Com o encerramento da trégua, empreendedores neerlandeses fundam a Companhia Neerlandesa das Índias Ocidentais (W.I.C.), que iniciará a chamada Guerra do Açúcar ou Guerra Brasílica (1624-1654).
- 1624 - Uma força de assalto da W.I.C., transportada por 26 navios sob o comando do Almirante Jacob Willekens, conquista a capital do Estado do Brasil, a cidade de São Salvador, na Capitania da Bahia. O Governador-Geral é detido e levado para os Países Baixos. O governo da então capital passa para as mãos do fidalgo neerlandês Johan van Dorth. A resistência portuguesa se reorganiza a partir do Arraial do rio Vermelho, contendo os invasores no perímetro urbano de Salvador.

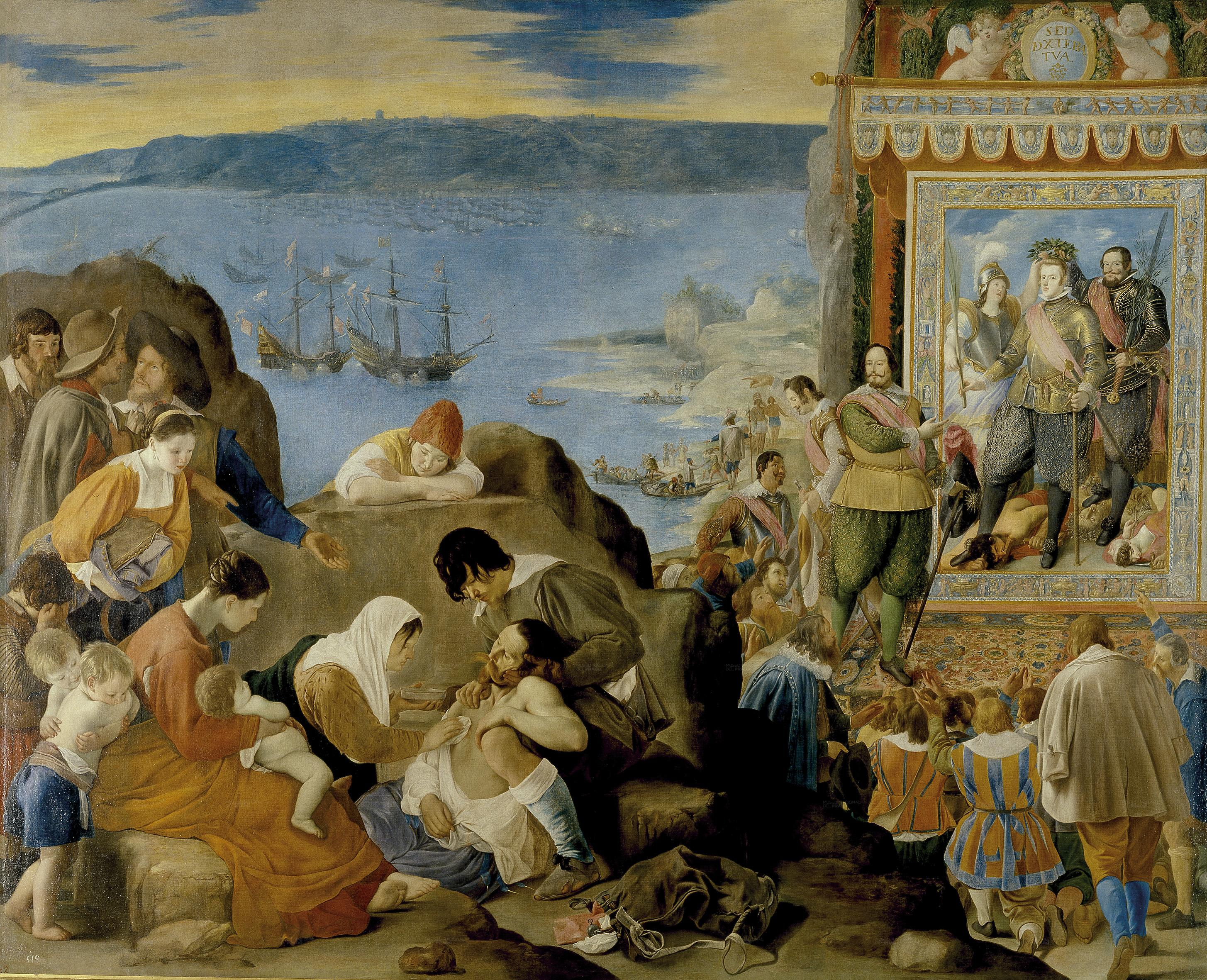
Quadro retratando a reconquista de Salvador pelas tropas espanholas e portuguesas (1635).

- 1625 - A Coroa espanhola reúne uma poderosa expedição com 52 navios sob o comando de D. Fadrique de Toledo Osório. A expedição, conhecida como Jornada dos Vassalos, bloqueia o porto de Salvador, obtendo a rendição neerlandesa. Os reforços neerlandeses não chegaram em tempo hábil a Salvador, retornando ao perceberem que a capital havia sido perdida. No mesmo ano, Piet Heyn teria tentado invadir a Vila de Vitória no Espírito Santo. Lá, não conseguiu subir a ladeira que ia ao centro da cidade, pois foi surpreendido pela heroína Maria Ortiz, famosa por liderar a defesa contra os holandeses.
- 1629 - O Almirante neerlandês Piet Heyn captura a frota espanhola da prata, o que permitiu à W.I.C. se capitalizar com os recursos necessários a uma nova expedição contra a Região Nordeste do Brasil. Diante dos rumores da preparação de uma nova expedição neerlandesa para o Brasil, a Coroa espanhola envia Matias de Albuquerque para a Capitania de Pernambuco, com a função de preparar a sua defesa.
- 1630 - Nova força de assalto da W.I.C., a maior já vista na colônia, transportada por 67 navios sob o comando de Hendrick Lonck, conquista Olinda e Recife, na Capitania de Pernambuco. Sem recursos para a resistência, Matias de Albuquerque retira a população civil e os defensores, e incendeia os armazéns do porto de Recife, evitando que o açúcar ali aguardando o embarque para o reino caísse em mãos do invasor. Imediatamente organiza a resistência, a partir do Arraial Velho do Bom Jesus.
- 1632 - Domingos Fernandes Calabar, conhecedor das estratégias e recursos portugueses, passa para as hostes invasoras, a quem informa os pontos fracos da defesa na região nordeste do Brasil. Atribui-se a essa deserção a queda do Arraial (velho) do Bom Jesus (1635), permitindo às forças neerlandesas estenderem o seu domínio desde a Capitania do Rio Grande (do Norte) até à da Paraíba (1634).
- 1634 - Em retirada para a Capitania da Bahia, Matias de Albuquerque derrota os neerlandeses em Porto Calvo e, capturando Calabar, julga-o sumariamente por traição e executa-o.
- 1635 - Forças neerlandesas, comandadas pelo coronel polonês Crestofle d'Artischau Arciszewski, capturam o Arraial do Bom Jesus, após um longo assédio. Quase ao mesmo tempo outra força, comandada pelo coronel Sigismundo von Schkoppe, cerca e captura o Forte de Nazaré, no Cabo de Santo Agostinho.
- 1636 - Arciszewski derrota D. Luís de Rojas y Borja na batalha da Mata Redonda.
- 1637 - A administração dos interesses da W.I.C. no nordeste do Brasil é confiada ao Conde João Maurício de Nassau Siegen, que expande a conquista até Sergipe (a sul).
- 1638 - Maurício de Nassau desembarca na Bahia, mas não consegue capturar Salvador, nos episódios Primeira Batalha de Salvador e Segunda Batalha de Salvador.
- 1640 - Um forte armada luso-espanhola, comandada pelo Conde da Torre, falhou em sua intenção de desembarcar em Pernambuco e sofreu uma derrota estratégica ante a armada holandesa. Com a Restauração portuguesa, Portugal assinou uma trégua de dez anos com os Países Baixos. Nassau conquista os centros fornecedores de escravos africanos de São Tomé e Príncipe e de Angola.
- 1641 - Firmado um Tratado de Aliança Defensiva e Ofensiva entre Portugal e a República Holandesa, porém o tratado não é cumprido por ambas as partes e em consequência não tem efeito nas colônias portuguesas sob domínio neerlandês no Brasil e na África.
- 1644 - Suspeito de improbidade administrativa, Nassau é chamado de volta aos Países Baixos pela W.I.C.
- 1645 - Descontente com a nova administração enviada pela W.I.C., eclode a chamada Insurreição Pernambucana ou Guerra da Luz Divina. Em 3 de agosto fere-se a Batalha do Monte das Tabocas (atual Vitória de Santo Antão).
- 1648-1649 - Batalhas dos Guararapes, vencidas pelos luso-brasileiros.
- 1654 - Assinatura da Capitulação do Campo do Taborda, em frente ao Forte das Cinco Pontas, no Recife. Os neerlandeses deixam o Nordeste do Brasil.
- 1661 - Firmado o Tratado de Haia pelo qual a República Holandesa reconheceu a soberania portuguesa sobre o Nordeste brasileiro.